# Ichneumon villepreuxae
Ichneumon villepreuxae is een vliesvleugelig insect (orde Hymenoptera) uit de familie van de gewone sluipwespen (Ichneumonidae). De wetenschappelijke naam van de soort werd in 2016 door Rebecca Kittel gepubliceerd als nomen novum voor Ichneumon fuliginosus Habermehl, 1909. Die naam was in 1790 door Johann Friedrich Gmelin al als Ichneumon fuliginosum vergeven aan een andere sluipwesp.
De naam gedenkt Jeanne Villepreux-Power (1794–1871), een Frans marien biologe.